# Schoeller-Junkmann-Preis
Der Schoeller-Junkmann-Preis (Eigenschreibung: Schoeller Junkmann Preis) ist ein mit 12.000 Euro dotierter Wissenschaftspreis, der von der Deutschen Gesellschaft für Endokrinologie jährlich an herausragende in Europa tätige Wissenschaftler verliehen wird, die nicht älter als 40 Jahre sind. Dabei werden Arbeiten auf dem Gebiet der klinischen und experimentellen Endokrinologie (außer Diabetes und Schilddrüse) berücksichtigt. Er wurde 1966 zu Ehren der deutschen Wissenschaftler Walter Julius Viktor Schoeller und Karl Junkmann von der Schering-Stiftung eingerichtet und bis 2009 gesponsert. Nach der Fusion von Schering mit Bayer wird er (Stand 2018) von der Ipsen Pharma unterstützt.

## Preisträger
- 1967 P. Franchimont, Liege, K. Hierholzer, M. Wiederholt, H. Stolte, J. P. Brecht, F. A. Horster, H. Schleusener, K. Schimmelpfennig, Berlin
- 1968 W. Elger, H. Steinbek, F. Neumann, Berlin, F. Fraschini, M. Molia, L. Martini, Mailand, H. J. Breustedt, Hamburg
- 1969 J. L. H. O’Riordan, London, G. Gütting, Aachen
- 1970 Rudolf Knuppen, Bonn, H. P. G. Schneider, Ann Arbor/USA, D. Lommer, Mainz
- 1971 G. S. Rao, Bonn
- 1972 R. K. Wagner, Wilhelmshaven, G. Leyendecker, Bonn, M. J. Tikkanen, A. Adlercreutz, Helsinki
- 1973 W. Wuttke, Göttingen, Th. Senge, K. H. Richter, H. E. Reis, Herne/Bergkamen, W. Geiger, Köln, D. Schams, Freising
- 1974 H. Beier, Kiel, H. Kuhl, Frankfurt, R. F. Harvey, Bristol
- 1975 Franz Ellendorf, E. Elsässer, N. Parvizi, Göttingen, F. Leidenberger, R. Wilaschek, V. Pahnke, Hamburg, E. Stähler, Marburg
- 1976 R. C. Turner, Oxford, L. G. Herding, Kopenhagen, D. Graesslin, Hamburg
- 1977 V. Hansson, M. E. Ritzen, Oslo, M. Beato, S. Chari, Marburg/Lahn, D. Döhler, Hannover
- 1978 K. Bauer, Berlin, Horst L. Fehm, K. H. Voigt, R. E. Lang, Ulm, W. G. Sippell, München, K.-J. Gräf, M. F. El Etreby, Berlin
- 1979 H. U. Schweikert, Bonn, E. J. Wickings, Münster
- 1980 keine Preisverleihung
- 1981 P. Ball, G. Emons, Lübeck, H. K. Rjosk, München, U. W. Tunn, P. J. Funke, Bochum
- 1982 H. D. Meyer, Hannover, H. C. Weise, Hamburg
- 1983 L. Wildt, Bonn, H.-P. Zahradnik, Freiburg i. Br.
- 1984 W. Knauf, Bonn, H.-P. Zahradnik, Freiburg i. Br.
- 1984 W. Knauf, Bonn, F. Raue, E. Rix, Heidelberg
- 1985 S. Schwarz, R. Koller, P. Berger, Innsbruck, W. F. P. Blum, Tübingen, W. G. Wood, Lübeck
- 1986 L. Kiesel, Heidelberg
- 1987 W. Knepel, Freiburg, J. Merke, Heidelberg, U.-F. Habenicht, Berlin, G. F. Weinbauer, Münster
- 1988 J. Stangier, Bonn, N. Kühn-Velten, Düsseldorf, B. Allolio, Köln, H. M. Schulte, Kiel, G. K. Stalla, J. Stalla, München
- 1989 A. C. B. Cato, Karlsruhe
- 1990 A. Einspanier, H. Jarry, Göttingen, R. Metzger, D. Wagner, Heidelberg
- 1991 W. Kloas, Karlsruhe, C. Knabbe, Hamburg
- 1992 R. Einspanier, F. Wempe, Freising, Chr. Hegele-Hartung, Aachen
- 1993 C. A. McArdle, Hamburg
- 1994 U. Wehrenberg, N. Walther, Hamburg, J. Gromoll, Th. Gudermann, Münster
- 1995 Ch. M. Bamberger, Hamburg, L. Schomburg, Hannover
- 1996 Martin Reincke, Würzburg[1]
- 1997 S. von Goedecke, Marburg
- 1998 J. Seufert, Boston
- 1999 Jean Schneikert, Eggenstein
- 2000 Klaus Prank, Hannover
- 2001 Matthias Tschoep, Indianapolis
- 2002 Judith M. Müller, Freiburg, Oliver Kassel, Karlsruhe
- 2003 Felix Beuschlein, Freiburg
- 2004 Wiebke Arlt, Birmingham
- 2005 Markus Quinkler, Berlin, Felix G. Riepe und Nils Krone, Kiel
- 2006 Ulrike Lemke, Stephan Herzig, Heidelberg
- 2007 Sarah F. Funderburk, Karlsruhe, Liubov Shatkina, Freiburg
- 2008 Knut Mai, Berlin
- 2009 Özlem Gögebakan, Potsdam-Rehbrücke
- 2010 Martin Fassnacht, Würzburg,[2] Marlon R. Schneider, München[3]
- 2011 Nicole Reisch, München[4]
- 2012 Meltem und Benjamin Weger, Karlsruhe[5]
- 2013 Ayman M. Arafat, Berlin[6]
- 2014 Andreas Birkenfeld, Berlin[7]
- 2015 Mathias Riebold, München[8]
- 2016 Constanze Hantel, München[9]
- 2017 Corinna Bauder, München[10]
- 2018 Wiebke Kristin Fenske, Leipzig[11]
- 2019 Luis Gustavo Perez-Rivas, München, Isabel Weigand, Würzburg[12]
- 2020 nicht vergeben
- 2021 Chakaroun Rima, Leipzig[13]
- 2022 Ali Kerim Secener, Berlin, Barbara Altieri, Würzburg[14]
- 2023 Kalman Benedikt Bodis[15]
- 2024 Marc Philipp Schauer und Laura-Sophie Landwehr[16]
- 2025 Nikolai Jaschke[17]